# Luckaitztal
Luckaitztal es un municipio situado en el distrito de distrito de Alto Bosque del Spree-Lusacia, en el estado federado de Brandeburgo (Alemania). Tiene una población estimada, a fines de julio de 2023, de 746 habitantes.
Forma parte de la mancomunidad de municipios (en alemán, amt) de Altdöbern.